# NGC 3958
NGC 3958 (другие обозначения — UGC 6880, MCG 10-17-98, ZWG 292.43, PGC 37358) — спиральная галактика с перемычкой (SBa) в созвездии Большой Медведицы. Открыта Уильямом Гершелем в 1790 году.
Составляет пару с галактикой NGC 3963, на небе их разделяет угловое расстояние 8 минут дуги, в 1983 году было проведено исследование кривой вращения галактики по распределению нейтрального водорода. В обоих галактиках пары наблюдаются искажения, вызванные приливным взаимодействием.
Галактика NGC 3958 входит в состав группы галактик NGC 3963. Помимо NGC 3958 в группу также входят NGC 3770, NGC 3809, NGC 3894, NGC 3895, NGC 3963, UGC 6732 и NGC 3835A.
Этот объект входит в число перечисленных в оригинальной редакции «Нового общего каталога».